# Captador de viento

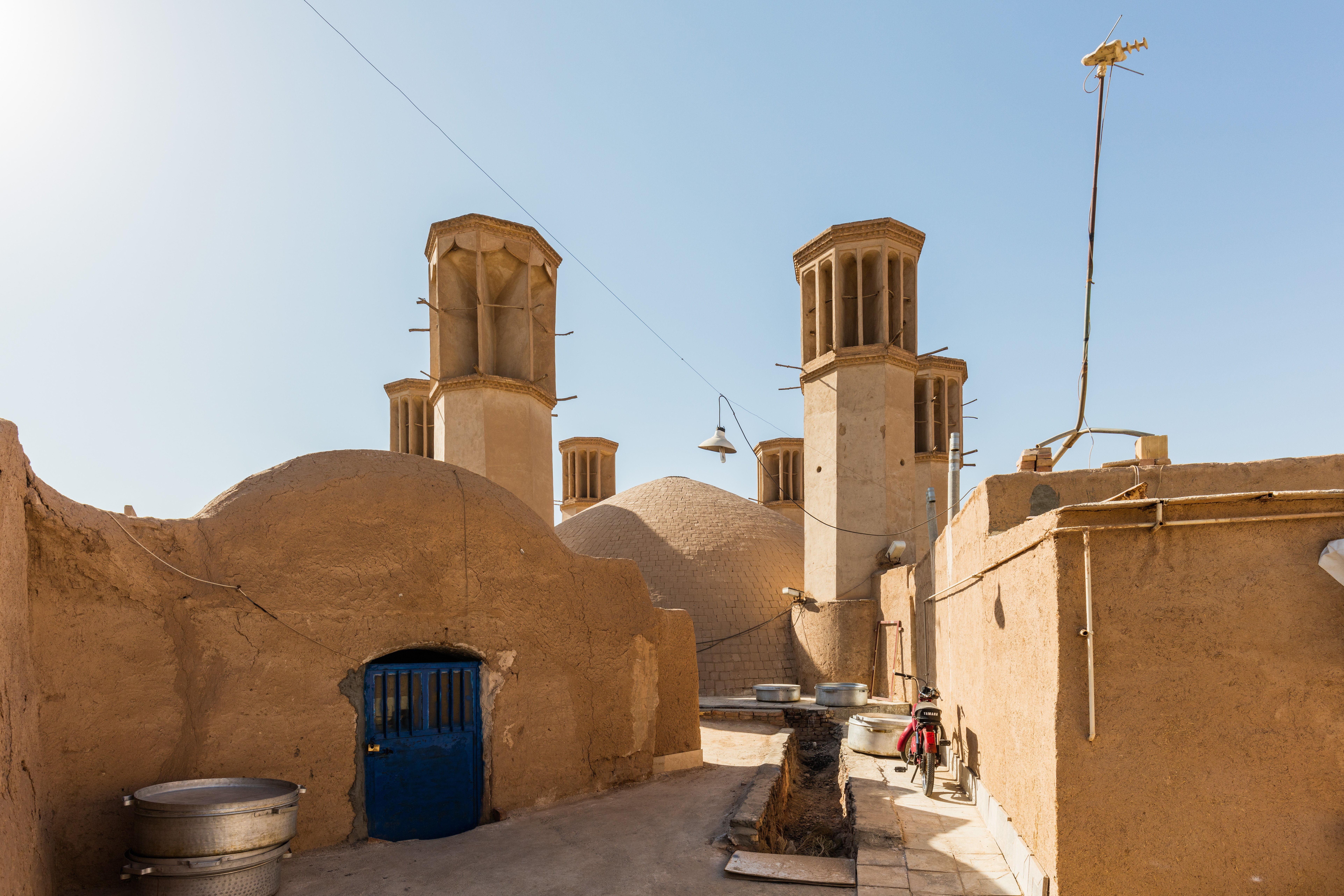
Un ab anbar con doble cúpula y captadores de viento en Yazd, Irán.

Un captador de viento (en persa, بادگیر bâdgir; en árabe, ملقف malaqaf), también llamado torre de vientos, catavientos, chimenea de vientos o torre eólica, es un dispositivo arquitectónico tradicional de Irán y Baréin, utilizado durante siglos para proporcionar ventilación natural y refrigeración al interior de los edificios. La iraní no fue la primera cultura en desarrollarlos, pero sí la que las sigue utilizando hasta el presente. Los captadores de vientos poseen varios diseños: unidireccionales, bidireccionales y pluridireccionales.

## Introducción
La región central de Irán es desértica, y la carencia de humedad en el aire genera grandes diferencias de temperatura entre el día y la noche. Así, el aire va de fresco a extremadamente cálido en verano y con muy baja humedad relativa todo el día. La mayoría de los edificios se construyen de paredes muy gruesas de adobe o de ladrillo, que proporcionan aislamiento térmico y masa térmica. Con esta estrategia de diseño pasivo se consigue amortiguar la gran variación entre el día y la noche, hasta hacerla imperceptible, buscando una temperatura media cercana al confort higrotérmico. Por otra parte, las paredes tan gruesas acumulan calor diurno y lo emiten durante la noche, cuando la temperatura exterior desciende por debajo de la temperatura confortable.
Las ciudades del desierto están cercanas o en torno a oasis, a fin de asegurarse la provisión de agua. Son además de trama muy cerrada: calles estrechas, de paredes altas y blanqueadas con cal para reducir al mínimo la absorción del calor solar. Los edificios y casas tienen patios profundos, y terrazas donde sus habitantes duermen en las noches calurosas de verano. Durante el día las personas se agrupan en el umbrío interior.
El calor de la luz del sol se reduce al mínimo con el uso de ventanas pequeñas protegidas con celosías de madera tupidas que sirven de protección solar.

## Función

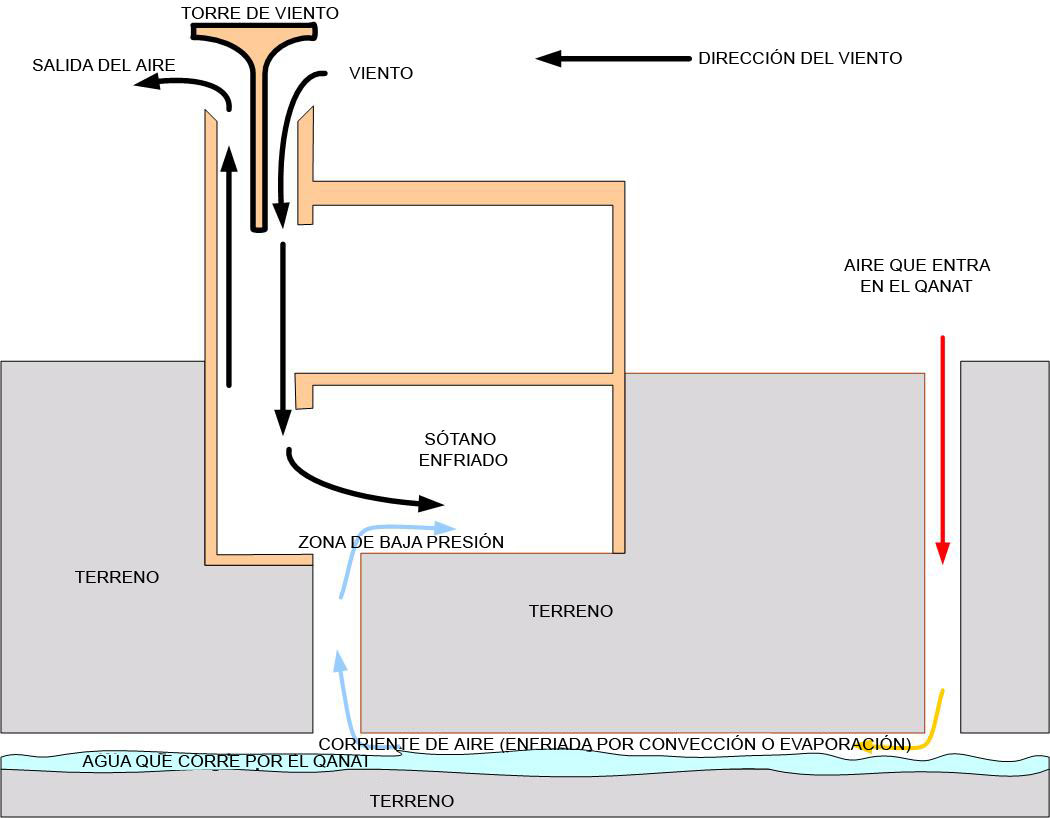
Ilustración del uso de captadores de viento y viaje de agua para refrescamiento.

Los captadores de viento poseen las siguientes funciones:
Primero, un captador de viento se encapsula y tiene varias aberturas orientadas en la parte superior, tradicionalmente cuatro. Se cierran todas las bocas superiores menos la que se encuentra en dirección al viento, forzándolo a descender para que luego suba por efecto chimenea. Esto genera la ventilación que refresca significativamente las partes inferiores de los edificios, pero si no se incorpora otra estrategia sería lo mismo que una ventana u orificio común por donde entra aire muy caliente y muy seco.
Por lo tanto, la clave para generar temperaturas bajas consiste en minimizar las pérdidas por ranuras y orificios y conducir el mayor caudal de aire posible sobre un viaje de agua.

### Viajes de agua
Un viaje de agua es un dispositivo que contiene agua y se forma mediante un entramado dentro del conducto sobre el cual se colocan paños húmedos o cántaros con agua en la trayectoria del aire captado. El agua tiene dos funciones. Por una parte humedece el seco aire del exterior, y por otra absorbe parte del calor del aire, reduciendo su temperatura, produciendo el mismo efecto que un botijo, para refrescar el agua. Esto puede verificarse fácilmente mediante un diagrama psicrométrico. Como el viaje de agua también se encuentra totalmente protegido del sol, toda su masa está a una temperatura menor debido al aire fresco que circuló durante la noche. Dado que el aire fresco es más denso que el aire cálido queda dentro del sistema.
Un captador de viento, sin embargo, puede crear un gradiente de presión que aspire una cantidad pequeña de aire hacia arriba a través de una casa. Este aire fresco y seco de la noche barre el agua, evaporándola y refrescándola.
Finalmente, en un ambiente carente de viento o una casa sin agua, un captador de viento funciona como un aireador pasivo natural para extraer el aire caliente del interior del edificio. Crea un gradiente de presión que permite que menos aire fresco denso viaje hacia arriba y escape hacia fuera del tope de la columna de aire.
Cuando se combinan los efectos de una gran masa térmica de adobe con una alta resistencia térmica (R: m².K/W), el captador de vientos puede refrescar los espacios inferiores de mezquitas y casas (ej. un Chabestán) en el momento más cálido de los mediodías del desierto iraní.
Este dispositivo solo debe utilizarse en climas muy secos, ya que las pruebas en climas menos rigurosos no han tenido éxito. En particular debido a que pueden proliferar ciertos hongos que liberan esporas que pueden causar enfermedades respiratorias.

## Otros dispositivos
El badgir es un captador de vientos pequeño, también denominado shish-khan en la arquitectura persa tradicional. Todavía se pueden ver shish-khan encima de las terrazas de los ab anbar en ciudades norteñas de Irán. Estos son instalados más como un dispositivo de ventilación puro, en comparación con los mayores que sirven de reguladores de la temperatura y la humedad del aire.

## Galería de imágenes

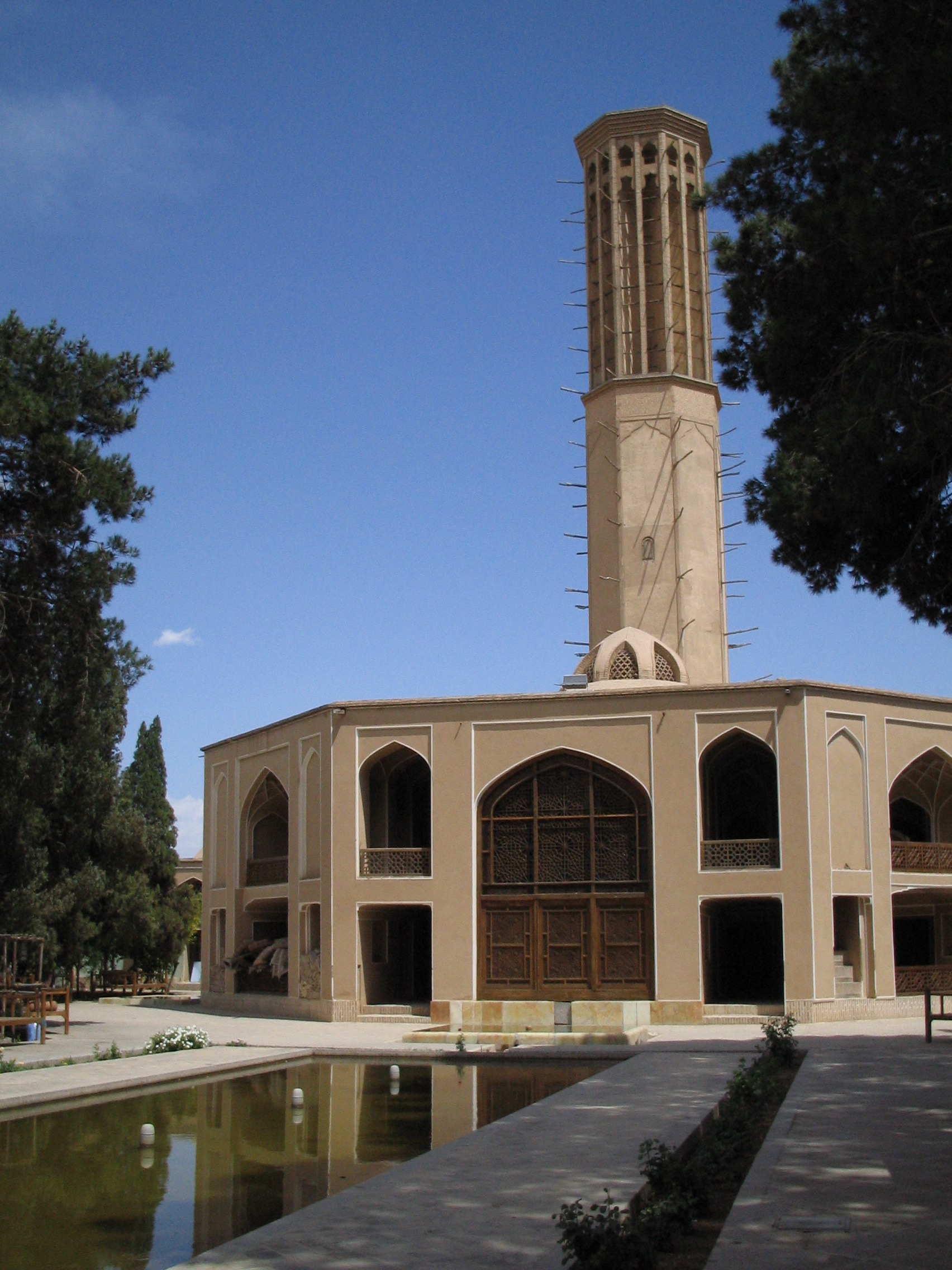
El captador de viento de "Dowlat-abad", en Yazd, es uno de los más grandes construidos en pie.
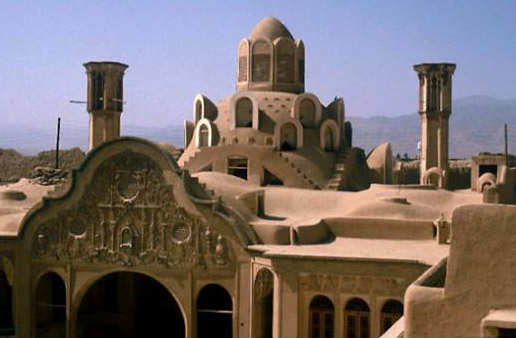
Khaneh Borujerdi ha, en el centro de Irán. Construido en 1857, es un excelente ejemplo de la antigua y tradicional arquitectura del desierto persa. Se aprecian los dos altos captadores de viento de la casa andaruni.
Captador de viento en el barrio de Al Bastakiya en Dubái, Emiratos Árabes Unidos.
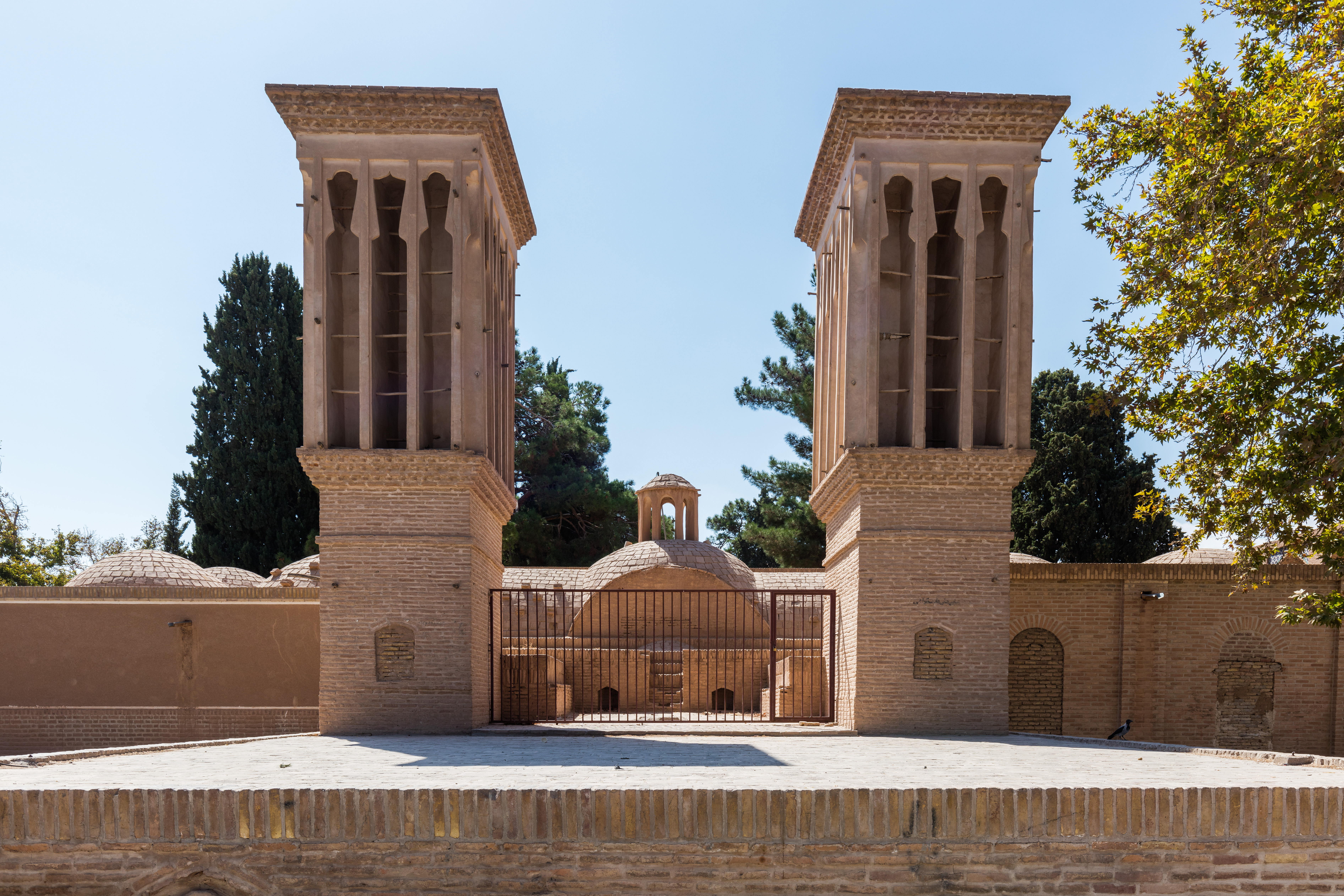
Captadores de viento en Mahan, Irán.
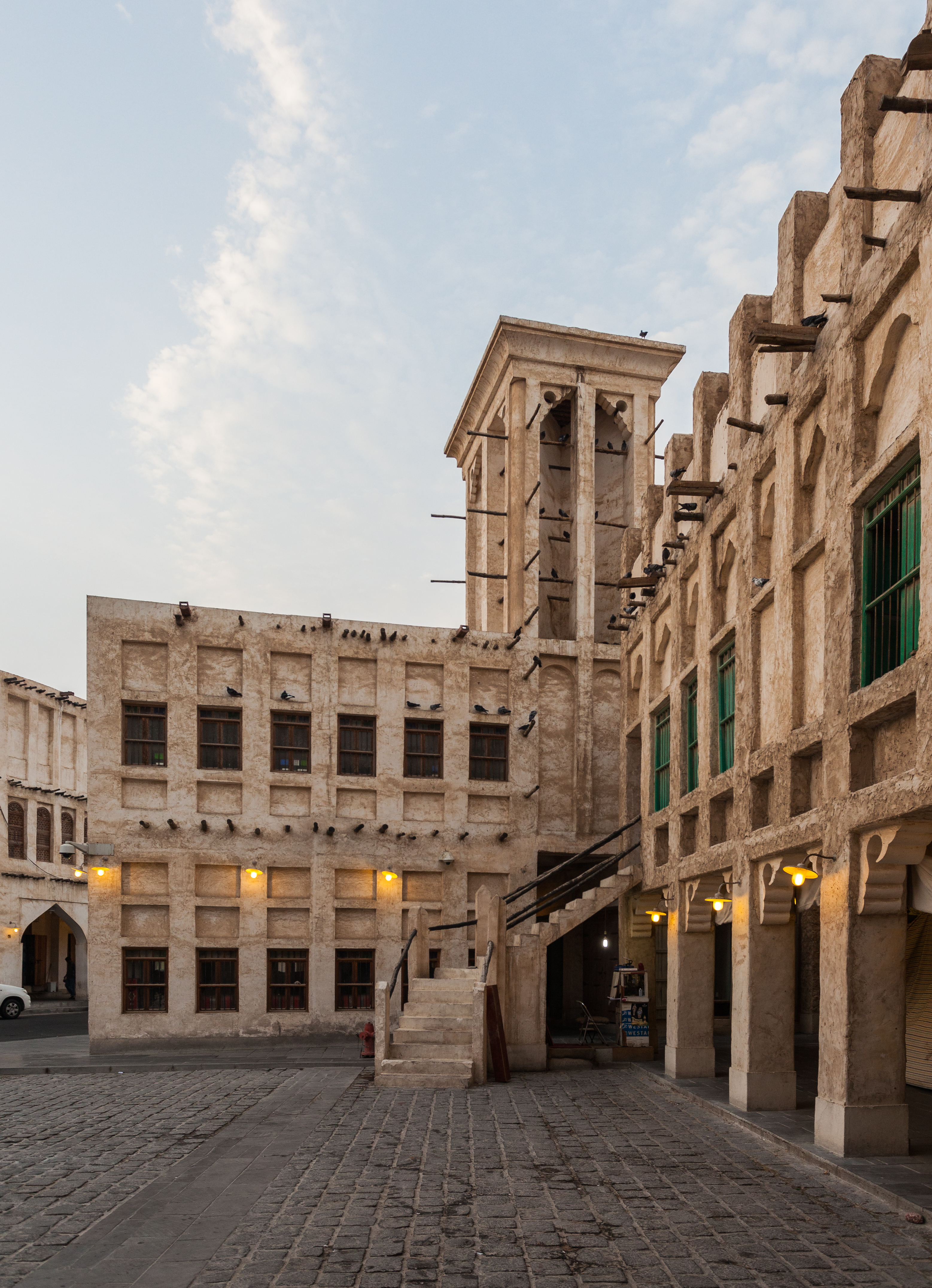
Ejemplo en Doha, Catar.